# Alekseï Savrassov
Alexeï Kondratievitch Savrassov (en russe : Алексей Кондратьевич Саврасов), né le 12 mai 1830 (24 mai dans le calendrier grégorien) à Moscou et mort le 26 septembre 1897 (8 octobre dans le calendrier grégorien) à Moscou, est un peintre paysagiste russe qui fait partie du mouvement des peintres ambulants. Il était proche de Vassili Perov qui fit son portrait.

## Biographie
Savrassov est le fils d'un marchand de la Troisième Guilde de Moscou et il est dispose dès sa prime jeunesse de dons pour le dessin. Il entre à quatorze ans à l'École de peinture, de sculpture et d'architecture de Moscou, contrairement aux souhaits de son père qui le destinait à une carrière commerciale. Il en sort diplômé en 1854. Il passe l'été 1854 à peindre le golfe de la Baltique, près de Saint-Pétersbourg, et présente ensuite deux toiles à l'Académie impériale des beaux-arts Vue des environs d'Oranienbaum et Rivage marin près d'Oranienbaum qui le font admettre au sein de l'Académie.
Il se marie en 1857 avec Sophie Hertz, fille de l'historien d'art Karl Hertz, et va passer sa vie à Moscou. Il expose avec les Ambulants de 1871 à 1875 et à l'Académie de 1873 à 1878. Ses toiles sont aussi exposées à l'étranger, comme à Vienne en 1873 et à Paris en 1878. Elles participent aussi à l'exposition nationale de 1882 à Moscou.
Son œuvre devient de plus en plus sombre à la fin des années 1870, car l'artiste est malade et alcoolique. Il tombe dans la misère à la fin de sa vie et meurt dans un hospice de pauvres à Moscou. Il est enterré au cimetière Vagankovo. 
Son œuvre la plus connue est Les freux sont de retour (1871).
Il a eu notamment pour élève Constantin Korovine et Sergueï Nikolaïevitch Ammossov.

## Galerie

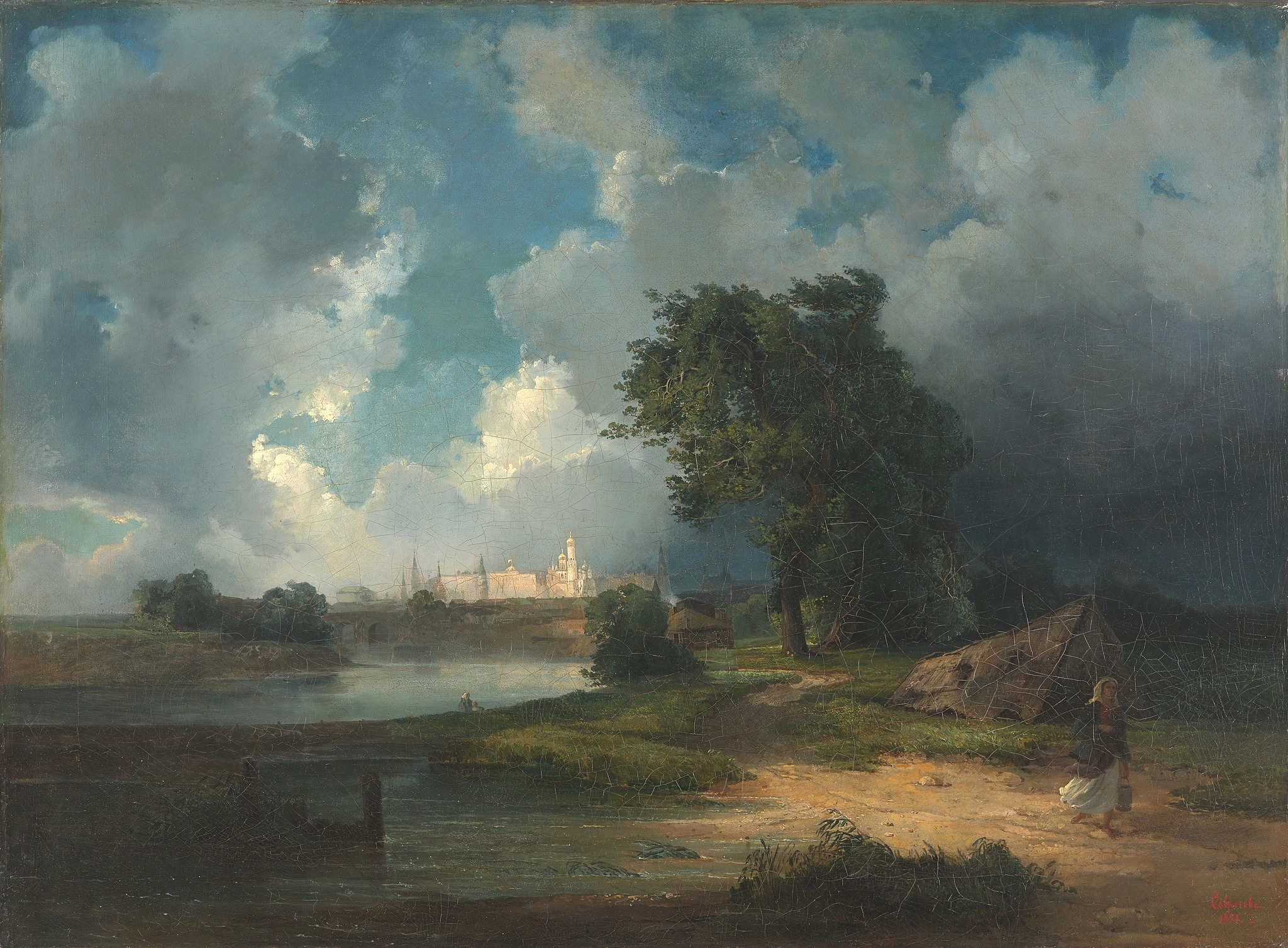
Vue du Kremlin du pont de Crimée par mauvais temps (1851), Galerie Tretiakov, Moscou
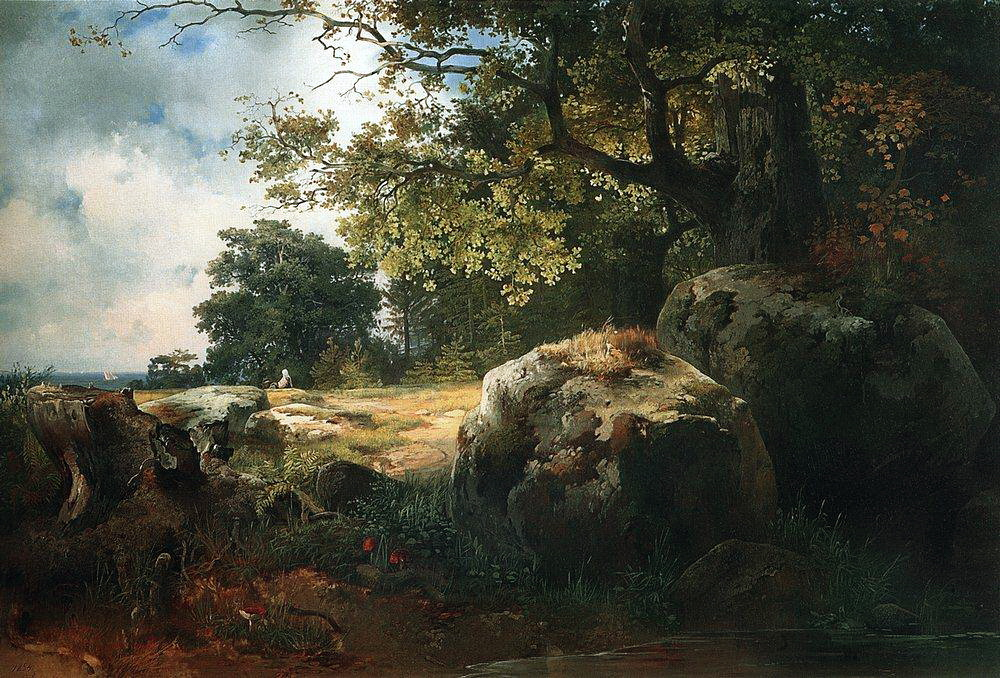
Vue des environs d'Oranienbaum (1854), Galerie Tretiakov
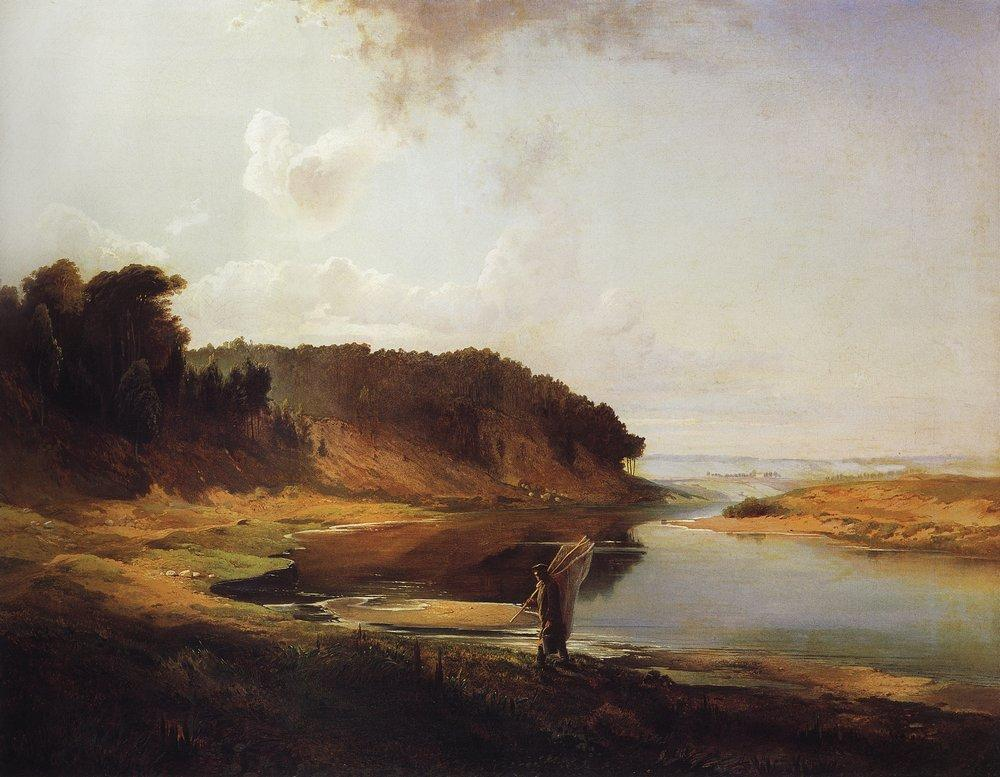
Paysage avec rivière et pêcheur (1859), Musée d'art de Lettonie, Riga
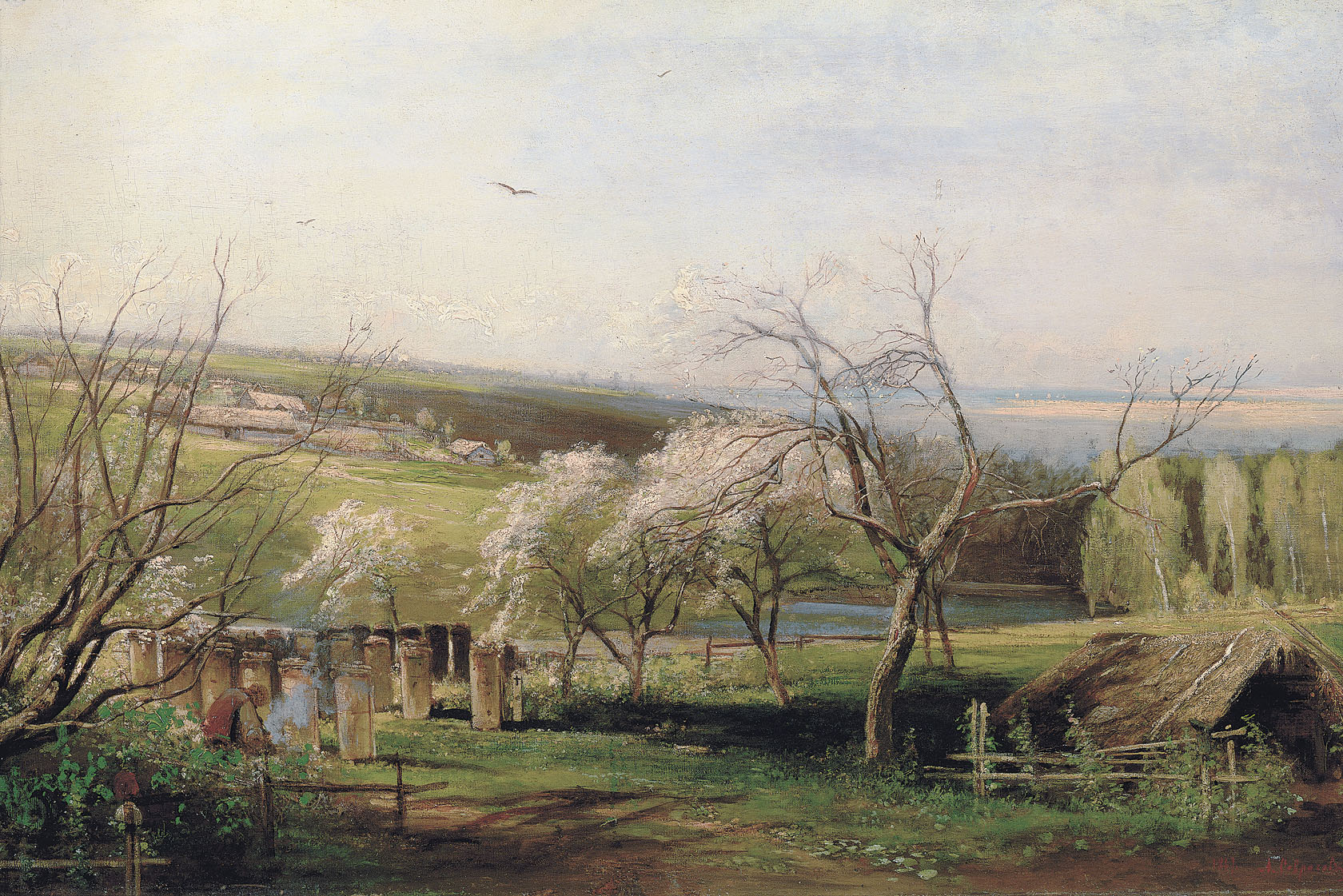
Paysage rural (1867), Galerie Tretiakov
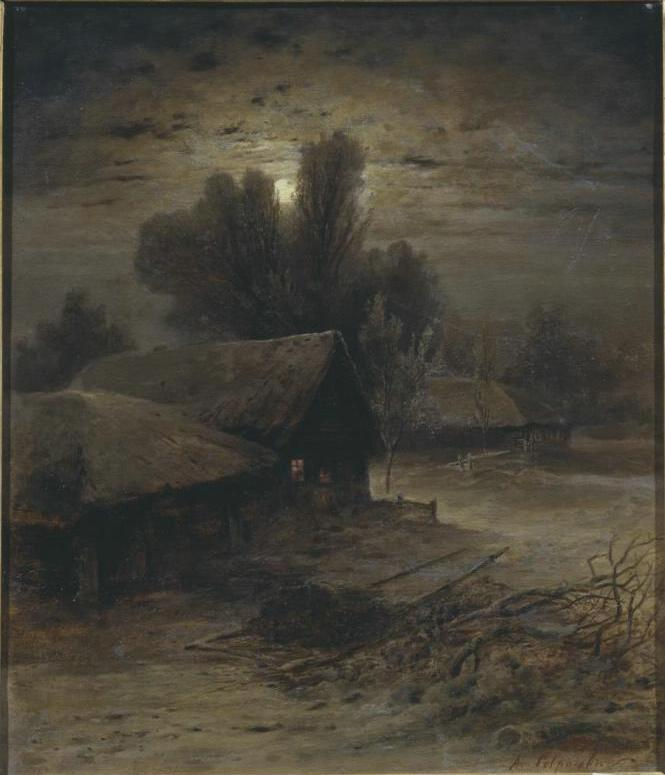
Nuit hivernale (1869), Collection privée, Moscou
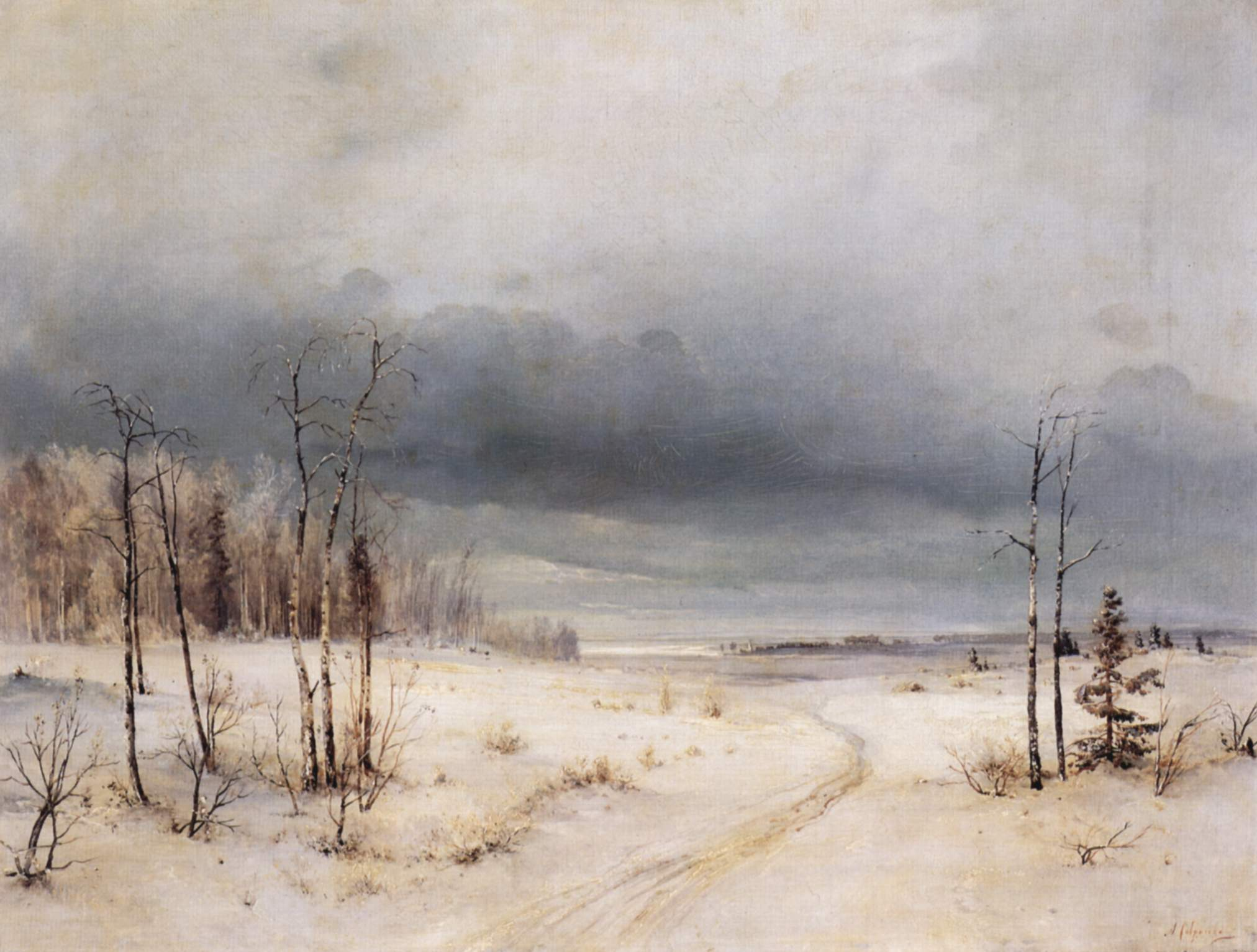
Hiver (1870), Musée russe, Saint-Pétersbourg
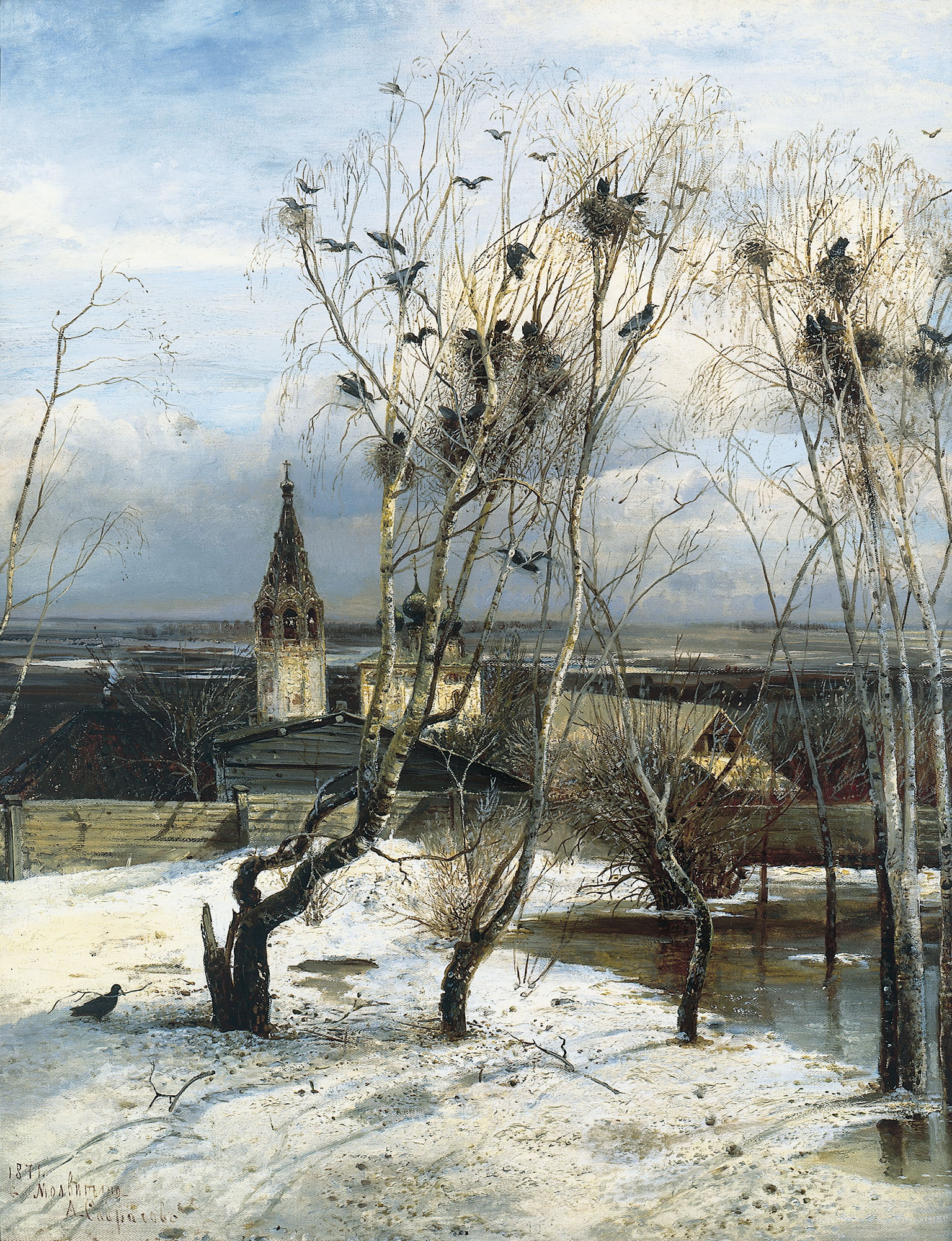
Les freux sont de retour (1871), près du monastère Ipatiev à Kostroma
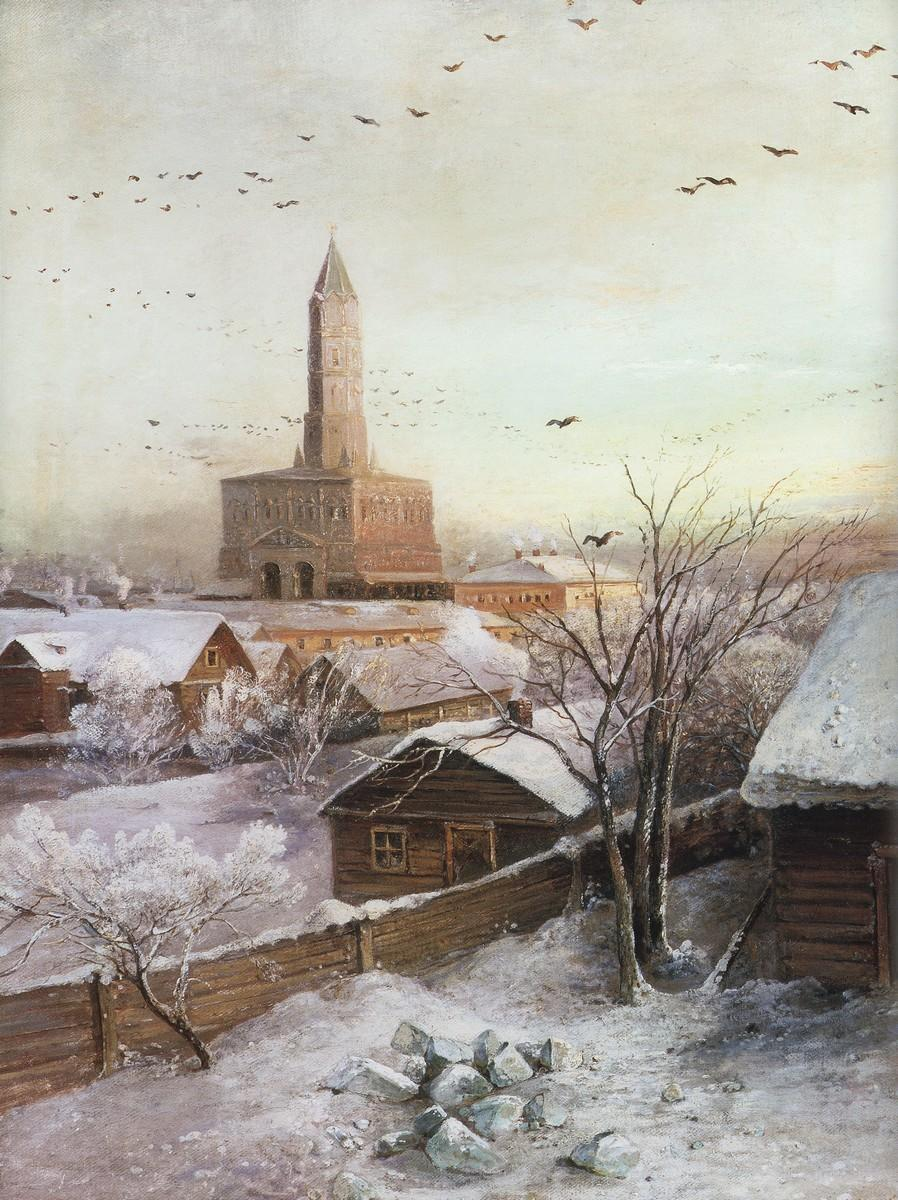
La Tour de Soukharev à Moscou (détruite en 1934) (1872), musée d'Histoire à Moscou
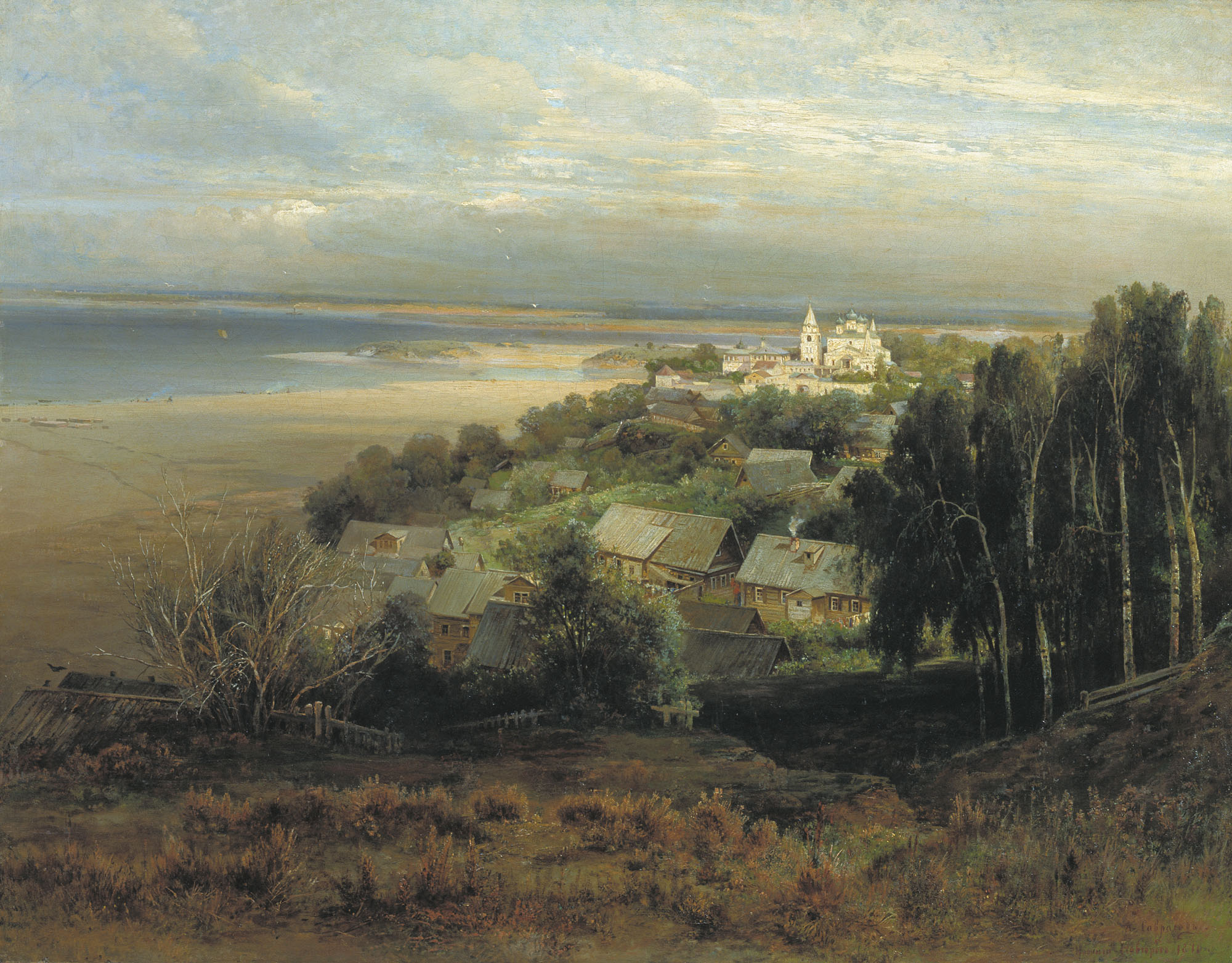
Monastère de Petcherski près de Nijni Novgorod (1871), Musée d'art de Nijni Novgorod
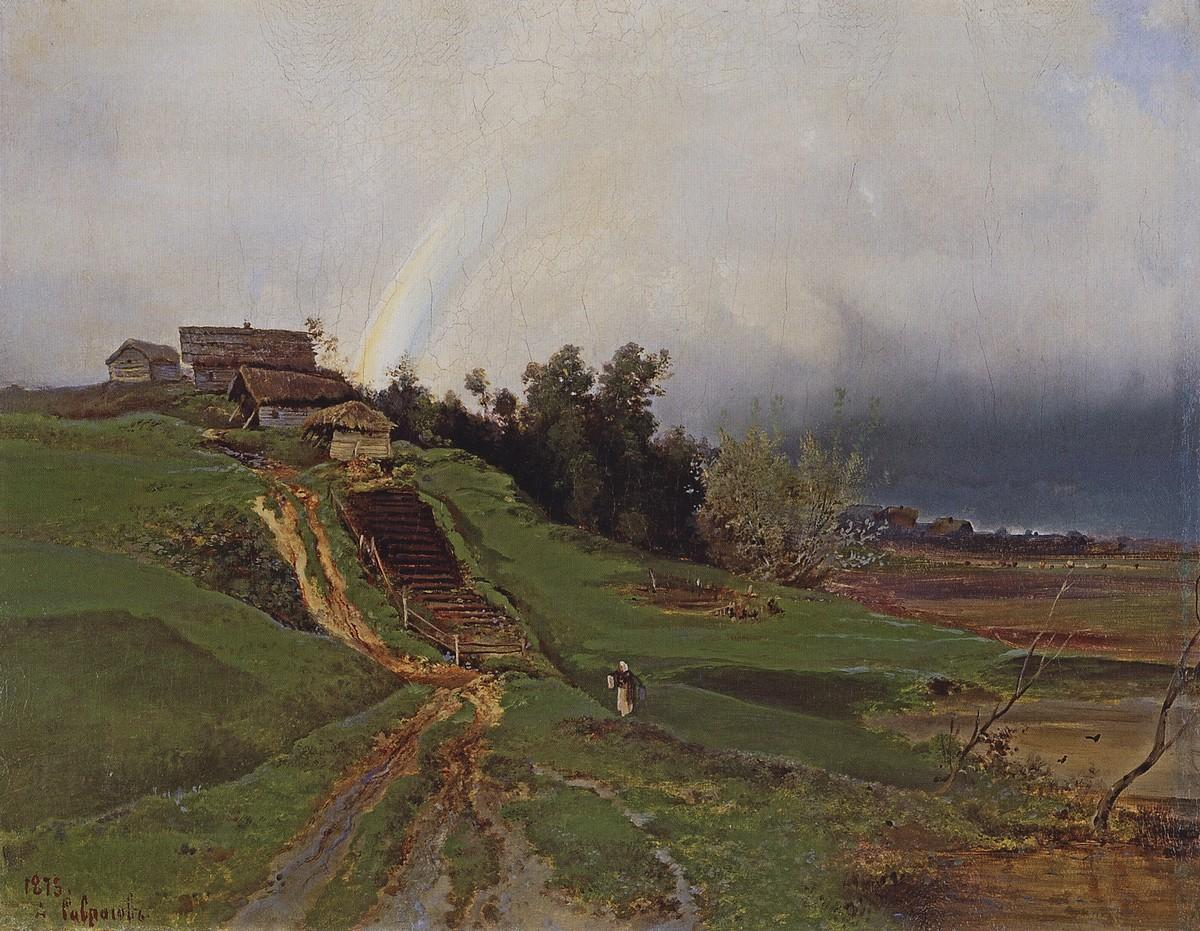
Arc-en-ciel (1873), Musée russe
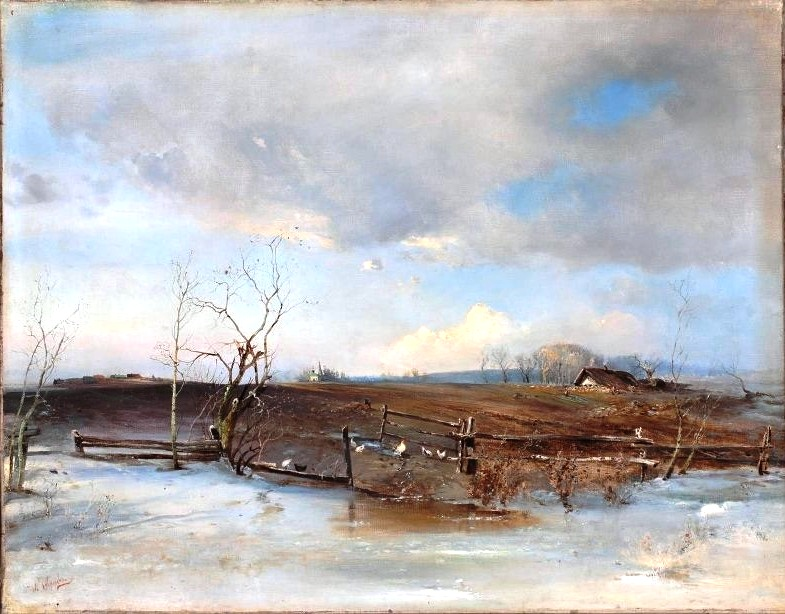
Potager au printemps (1893), Galerie d'art de Perm
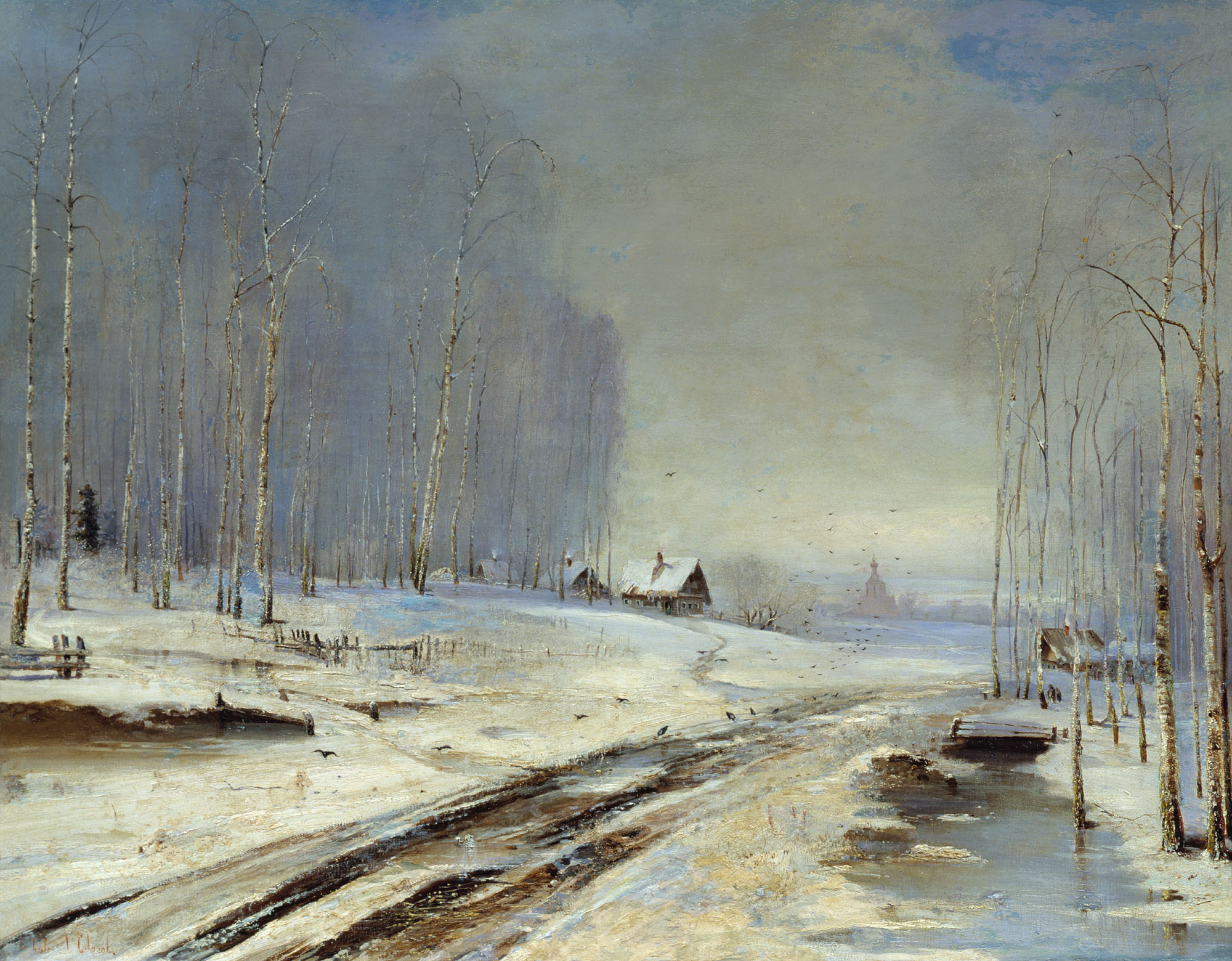
La Débâcle du printemps (1894), Collection privée